# Udo Korn
Udo Korn (* 15. Dezember 1951) war Fußballspieler in der DDR-Oberliga. Dort spielte er sowohl für den FC Carl Zeiss Jena als auch bei der BSG Wismut Gera.

## Sportliche Laufbahn
Mit neun Jahren wurde Korn in die Kindermannschaft der Betriebssportgemeinschaft (BSG) Wismut Gera aufgenommen. Er blieb zunächst bis zu seinem 23. Lebensjahr bei Wismut und spielte dort zuletzt in der zweitklassigen DDR-Liga. 1974 schoss er als bester Torschütze seiner Mannschaft die Geraer mit elf Treffern zum Staffelsieg, sie scheiterten jedoch in der Aufstiegsrunde zur Oberliga. Nachdem Wismut 1975 erneut in der Aufstiegsrunde unterlag, wechselte Korn im Sommer des Jahres zum Fußballschwerpunkt der Region, dem Oberligisten FC Carl Zeiss Jena.
In Jena kam Korn nicht über die Rolle eines Ersatzspielers hinaus. Seinen Oberligaeinstand hatte er in der 58. Minute des 2. Spieltages am 27. August 1975 in der Begegnung FC Carl Zeiss – FC Karl-Marx-Stadt (5:0). Nach zwei weiteren Einwechslungen am 3. und 4. Spieltag stand er am 12. Spieltag beim Auswärtsspiel bei Chemie Leipzig (2:1-Sieg) als Mittelfeldspieler erstmals in der Anfangself, wurde aber nach der ersten Halbzeit ausgewechselt. Danach vertrat er zwischen dem 21. und 23. Spieltag den zur Armee einberufenen Helmut Stein jeweils über 90 Minuten als Libero. Nach diesem einjährigen Intermezzo mit nur sieben Oberligaeinsätzen wurde Korn wieder zur BSG Wismut Gera zurückdelegiert.
Wismut hatte sich in der Saison 1975/76 mit Rang zwei weiterhin in der DDR-Liga-Spitze behaupten können. In der folgenden Spielzeit wieder mit Udo Korn wurde die Mannschaft erneut Staffelsieger und erreichte im dritten Anlauf seit 1974 als Zweiter der Aufstiegsrunde den Oberligaaufstieg. Korn war mit 25 Punkt- und Aufstiegsspielen maßgeblich an diesem Erfolg beteiligt. Besonders in der Aufstiegsrunde hatte er mit seinen fünf Toren aufgetrumpft. Die Oberligasaison 1977/78 wurde für Wismut Gera zum Desaster, mit nur einem Sieg bei 21 Niederlagen stieg man nach nur einem Jahr wieder aus der Oberliga ab. Korn begann die Saison als Libero, wurde aber vom 8. Spieltag an als Stürmer eingesetzt und erzielte in 22 Punktspielen als bester Torschütze seiner Mannschaft neun der siebzehn Wismut-Tore.
Anschließend spielte Korn noch bis zum Ende der ersten Halbserie der Saison 1981/82 mit Wismut Gera in der DDR-Liga. Später war er als Fußballtrainer tätig. 2008 führte er den Wismut-Nachfolger FV Gera Süd in die sechstklassige Thüringenliga.